# Неїстівний гриб

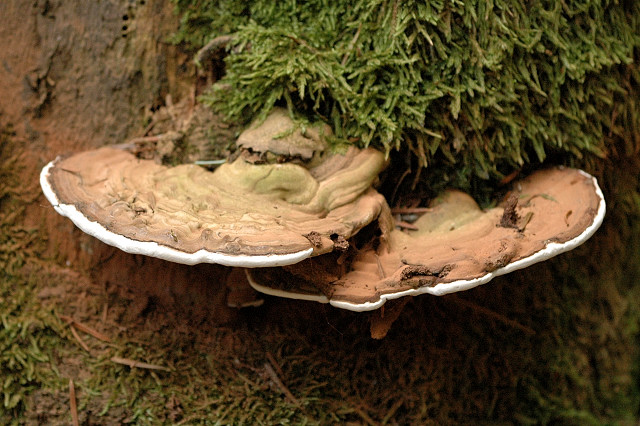
Трутовик

Неїстівні гриби — гриби, які не вживаються людиною в їжу. Деякі види мають привабливий вигляд, але від їстівних грибів вони відрізняються неприємним запахом і зовнішніми специфічними особливостями, що зберігаються навіть після обробки.
Такі гриби часто називають поганками. Неїстівні гриби за зовнішніми ознаками почасти схожі до їстівних, однак містять шкідливі речовини, які загрожують отруєннями. Серед таких двійників бліда поганка (подібна до лісової печериці), псевдоопеньки, несправжні лисички, чортів гриб, гірчак (обидва подібні до боровика), неїстівні свинухи, несправжні маслюки. Серед неїстівних зустрічаються й гриби з цілющими властивостями, наприклад чага, трутовики, кордицепс, веселка.